# Ramona Rahnis
Ramona Rahnis ist eine frühere deutsche Skeletonpilotin.
Ramona Rahnis vom SSV Altenberg betrieb den Skeletonsport zwischen 1996 und 2002 auf internationalem Niveau. Ihr erstes gewertetes Weltcuprennen bestritt sie im Dezember 1996 in Igls und wurde Neunte. Im folgenden Rennen erreichte sie mit einem achten Platz in La Plagne ihr bestes Weltcupergebnis. In der Saison 2000/01 nahm sie erstmals am neu geschaffenen Skeleton-Europacup teil. Hier wurde ein zweiter Platz in Altenberg hinter Sylvia Liebscher ihr bestes Einzelergebnis. In der Gesamtwertung belegte sie den dritten Platz. Ihre beste Platzierung bei Deutschen Meisterschaften waren zweite Plätze in den Jahren 1996 und 1997 sowie ein dritter Platz 1998.